# 歐亞大陸難抵極

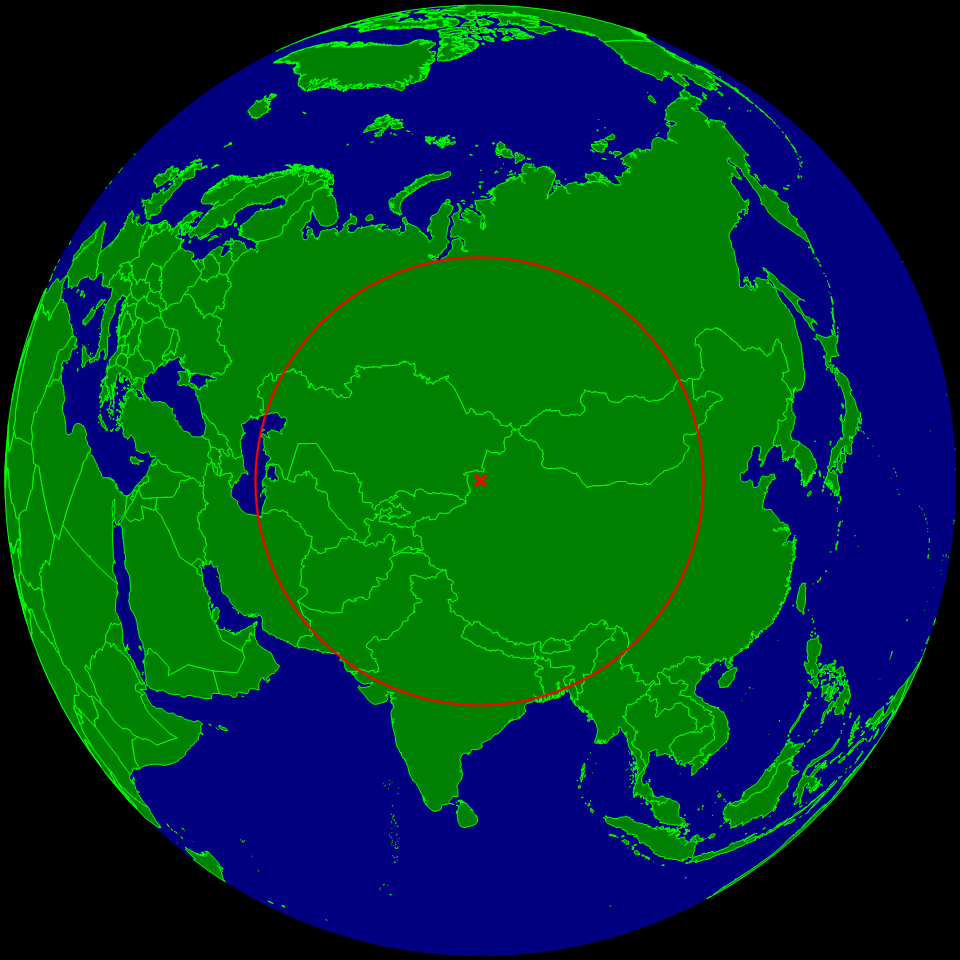
歐亞大陸難抵極

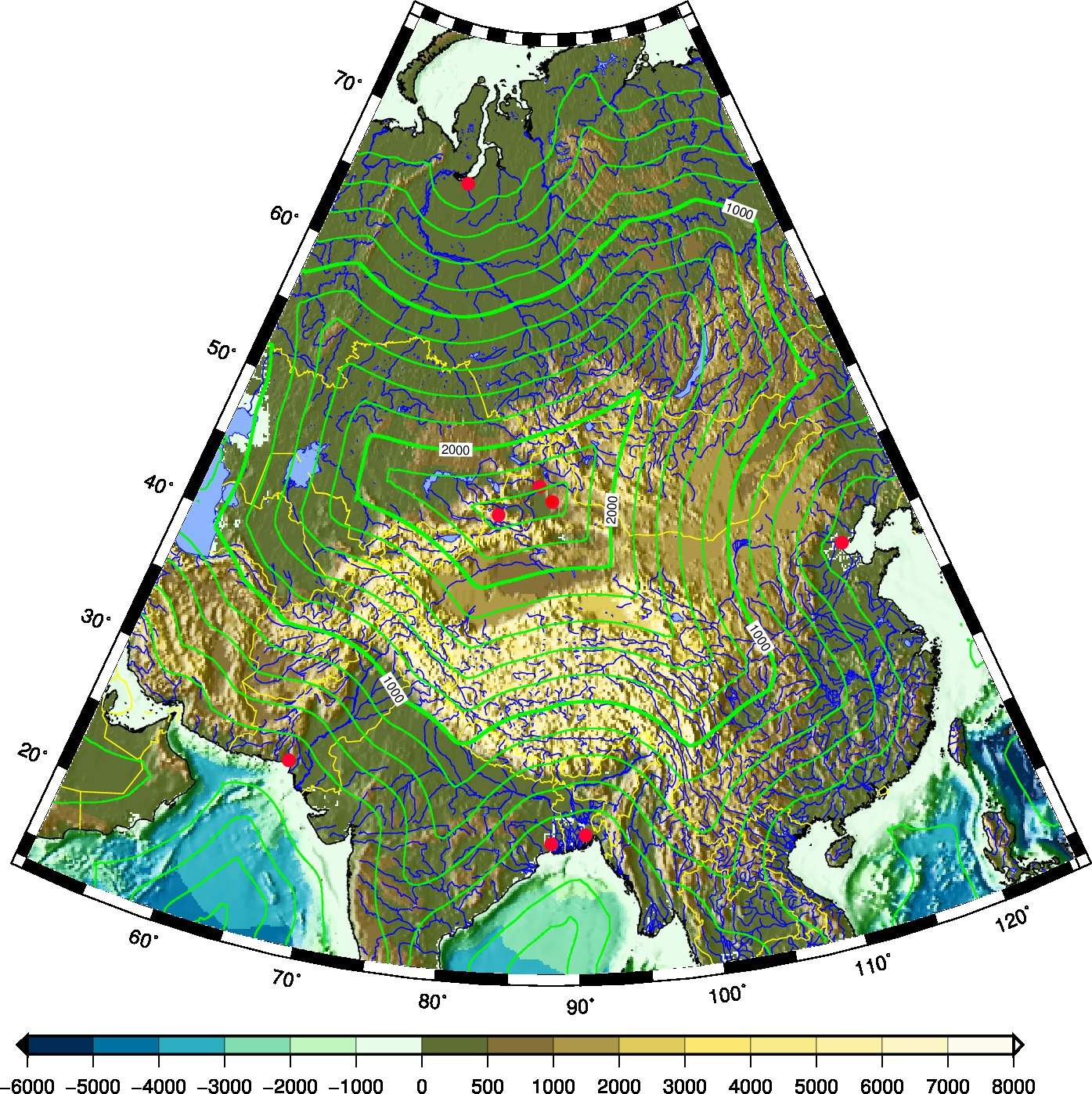
亞洲海岸等距線圖，每條線相距200 km，中間的三個紅點表示三個歐亞大陸難抵極，自北逆時針分別為舊EPIA、EPIA1、EPIA2

難抵極（EPIA）是所有陸上難抵極距離海洋最遙遠的點。歐亞大陸難抵極的位置取決於亞洲邊界的定義，主要取決於所選擇的計算方法，其位於中华人民共和国新疆，接近與哈萨克斯坦、俄羅斯、蒙古國的國界。因此，有幾個地方自稱是亞洲的地理中心。

## 爭議與旅遊價值
早期的計算表明歐亞大陸難抵極位於46°16.8′N 86°40.2′E / 46.2800°N 86.6700°E，距離最近的海洋約2,645（1,644英里），位在中華人民共和國新疆古尔班通古特沙漠，烏魯木齊北方約320（200英里）處。
然而，先前的難抵極將鄂畢灣視為陸地的一部份。近來的研究便提出在不同海岸線定義下不同於前者的兩個難抵極位置，不過均仍在中華人民共和國境內：
- EPIA1（44°17′N 82°11′E / 44.29°N 82.19°E），距離鄂畢灣、孟加拉灣、及阿拉伯海2,510±10公里（1,560±6英里），位於新疆博尔塔拉蒙古自治州精河县。
- EPIA2（45°17′N 88°08′E / 45.28°N 88.14°E），距離鄂畢灣、孟加拉灣、及渤海灣2,514±7公里（1,562±4英里），位於新疆阿勒泰地区福海县喀拉玛盖镇。

根據中华人民共和国的說法，亚洲大陆地理中心其位置在新疆乌鲁木齐市中心西南方的沙依巴克区永丰镇永新村，於1992年在當地豎起紀念碑，現已建成觀光區。(43°40′52″N 87°19′52″E / 43.68111°N 87.33111°E)
根據俄羅斯的說法，声称亚洲的地理中心位于克孜勒（有争议），在该市建有亚洲中心纪念碑。.(51°43′30″N 94°26′37″E / 51.72500°N 94.44361°E)

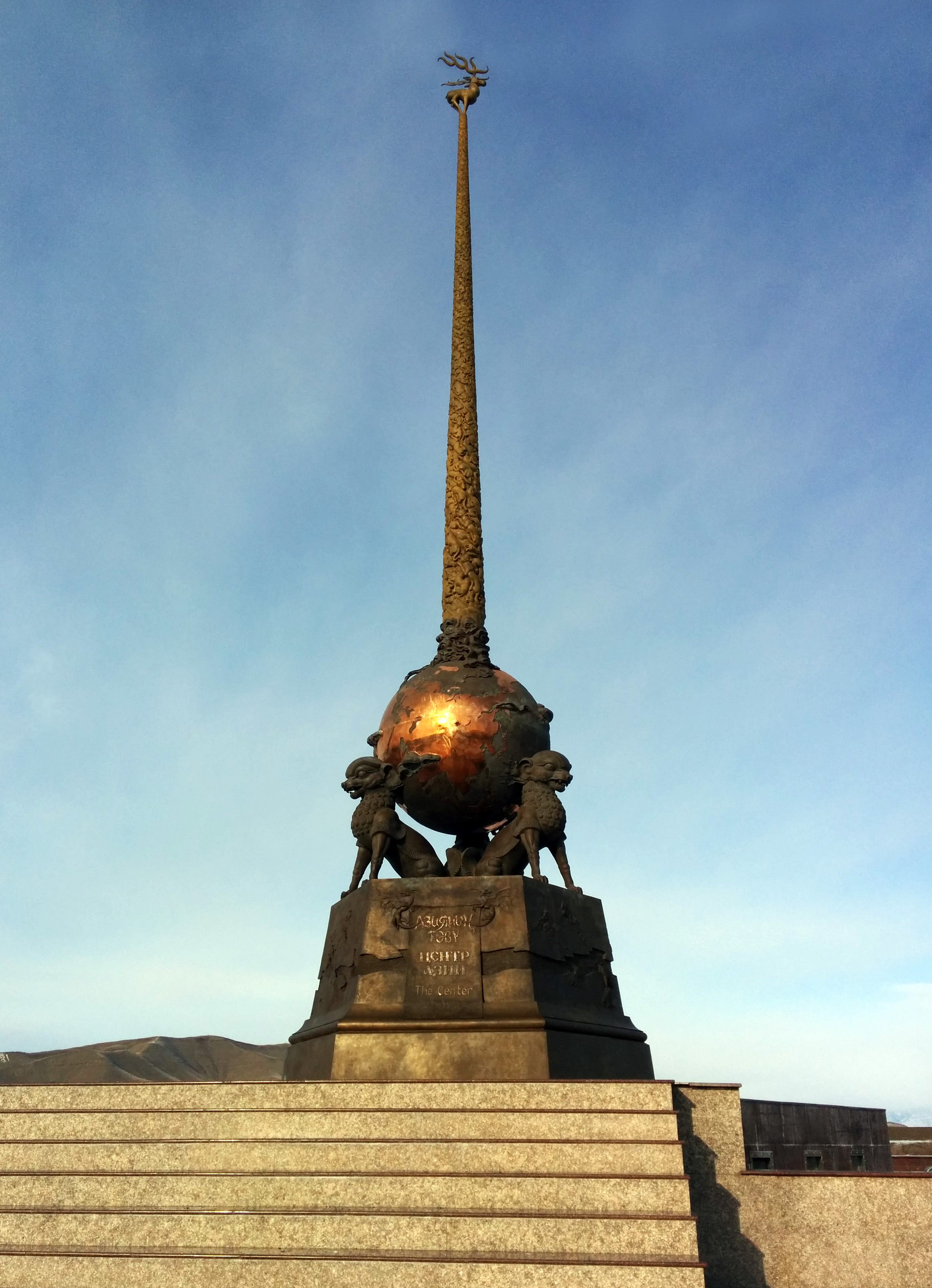
亚洲中心纪念碑